# Songs from the Black Hole
Songs from the Black Hole est un album de musique de 1994-1995 du groupe rock américain Weezer, jamais terminé et jamais paru, qui devait originellement être son deuxième album.

## Genèse
À la fin décembre 1994, Rivers Cuomo, le chanteur et guitariste du groupe, compose du nouveau matériel, qu'il enregistre sur un 8-pistes. Le concept original qu'il envisage pour le second album de Weezer est un album concept, qu'il décrit comme un opéra-rock ayant pour thème l'espace, et qui doit s'intituler Songs from the Black Hole.
Le groupe commence à travailler sur ce projet au printemps et à l'été 1995, mais Rivers Cuomo abandonne le concept. Deux chansons, "Tired of Sex" et "Why Bother?", sont complétées et apparaissent sur Pinkerton l'année suivante. Quelques démos, tels "Longtime Sunshine", peuvent être trouvées sur Internet. Mais il n'y a aucun signe sur le fait que Rivers Cuomo reprenne éventuellement le travail de l'album Songs from the Black Hole.
En décembre 2007, cinq chansons tirées de Songs from the Black Hole paraissent sur le premier disque solo du chanteur de Weezer intitulé Alone: The Home Recordings of Rivers Cuomo : "Longtime Sunshine", "Blast Off!", "Who You Callin' Bitch?", "Superfriend" et "Dude, We're Finally Landing".